# Algernon Maudslay
Algernon MaudslayGBE (Tetbury, 10 de janeiro de 1873 — Winchester, 2 de março de 1948) foi um velejador britânico, campeão olímpico. Ele competiu nas provas de classe aberta e classe ½ – 1 Ton realizadas nos Jogos Olímpicos de Verão de 1900, conquistando a medalha de ouro em ambas as disputas ao lado de John Gretton, Linton Hope e Lorne Currie. Em 1927, Maudslay foi nomeado Grande Oficial da Ordem da Coroa da Bélgica em reconhecimento por serviços valiosos.